# Discografia dei Del Amitri

## Album in studio
| Anno | Titolo                     | UK | BPI     |
| ---- | -------------------------- | -- | ------- |
| 1985 | Del Amitri                 | -  | -       |
| 1989 | Waking Hours               | 6  | Platino |
| 1992 | Change Everything          | 2  | Oro     |
| 1995 | Twisted                    | 3  | Oro     |
| 1997 | Some Other Sucker's Parade | 6  | -       |
| 2002 | Can You Do Me Good?        | 30 | -       |
| 2021 | Fatal Mistakes             | 5  | -       |

## Album dal vivo
- Into the Mirror: Del Amitri Live in Concert (2014) – #75 UK[1]

## Raccolte
- Hatful of Rain: The Best of Del Amitri (1998) – #5 UK,[1] BPI: Platino[2]
- Lousy with Love: The B-Sides (1998)
- The Collection (2007)

## Singoli
| Anno | Titolo                               | UK | US | Album di provenienza                   |
| ---- | ------------------------------------ | -- | -- | -------------------------------------- |
| 1985 | Sticks and Stones Girl               | -  | -  | Del Amitri                             |
| 1985 | Hammering Heart                      | -  | -  | Del Amitri                             |
| 1989 | Kiss This Thing Goodbye              | 59 | -  | Waking Hours                           |
| 1989 | Stone Cold Sober                     | 90 | -  | Waking Hours                           |
| 1990 | Nothing Ever Happens                 | 11 | -  | Waking Hours                           |
| 1990 | Kiss This Thing Goodbye (riedizione) | 43 | 35 | Waking Hours                           |
| 1990 | Move Away Jimmy Blue                 | 36 | -  | Waking Hours                           |
| 1990 | Spit in the Rain                     | 21 | -  | /                                      |
| 1992 | Always the Last to Know              | 13 | 30 | Change Everything                      |
| 1992 | Be My Downfall                       | 30 | -  | Change Everything                      |
| 1992 | Just Like a Man                      | 25 | -  | Change Everything                      |
| 1993 | When You Were Young                  | 20 | -  | Change Everything                      |
| 1995 | Here and Now                         | 21 | -  | Twisted                                |
| 1995 | Driving with the Brakes On           | 18 | -  | Twisted                                |
| 1995 | Roll to Me                           | 22 | 10 | Twisted                                |
| 1995 | Tell Her This                        | 32 | -  | Twisted                                |
| 1997 | Not Where It's At                    | 21 | -  | Some Other Sucker's Parade             |
| 1997 | What I Think She Sees                | -  | -  | Some Other Sucker's Parade             |
| 1997 | Some Other Sucker's Parade           | 46 | -  | Some Other Sucker's Parade             |
| 1998 | Don't Come Home Too Soon             | 15 | -  | Hatful of Rain: The Best of Del Amitri |
| 1998 | Cry to Be Found                      | 40 | -  | Hatful of Rain: The Best of Del Amitri |
| 2002 | Just Before You Leave                | 37 | -  | Can You Do Me Good?                    |
| 2020 | Close Your Eyes and Think of England | -  | -  | Fatal Mistakes                         |
| 2021 | It's Feelings                        | -  | -  | Fatal Mistakes                         |
| 2021 | You Can't Go Back                    | -  | -  | Fatal Mistakes                         |
| 2021 | All Hail Blind Love                  | -  | -  | Fatal Mistakes                         |